# Гундреммінген
Гундреммінген (нім. Gundremmingen) — громада в Німеччині, знаходиться в землі Баварія. Підпорядковується адміністративному округу Швабія. Входить до складу району Гюнцбург. Складова частина об'єднання громад Оффінген.
Площа — 10,84 км2. Населення становить 1352 ос. (станом на 31 грудня 2020).